# 정환직
정환직(鄭煥直, 1843년 ~ 1907년 11월 16일)은 구한말의 의병장이다. 경북 영천(永川) 출신.

## 생애
용모가 준수하고 재기가 과인하여 12살 때 지방 백일장에서 장원을 차지하였다.

### 관직 생활
1887년에 북부도사(北府都事)에 제수되었다가 1888년 의금부의 도사(都事)를 전임되었으며, 1894년 동학농민운동이 발발하자 삼남참오령(三南參伍領)을 제수받아 동학군 토벌에 임하였다. 그 해 겨울 토포사(討捕使)를 제수받고 황해도로 갔다. 구월산 동학군을 권유하여 평정한 뒤 1895년 봄 상경하여 그 공로로 태의원(太醫院) 시종관 직을 제수받았다. 1899년 삼남검찰 겸 토포사로 삼남에 내려갔다가 그 해 8월 다시 상경하여 시종관으로 재직하던 중 11월 20일 밤 종묘에 불이 나자 금군(禁軍)을 불러 4문을 잠그고 종묘로 가서 불속에서 묘주(廟主)를 구해 내어 다른 곳에 안치하였다. 또한 황제와 태자를 피신케 하니 황제가 금은 패물 등을 하사하였다. 1900년 원수부위임(元帥府委任) 겸 3남관찰사를 제수하였고, 겨울 도찰사(都察使)에 임명하였다. 다시 황명을 받고 경주에서 올라온 선생은 국사를 비관하고 사직을 청하니 황제가 허락하지 않고 중추원 의관(中樞院 議官)에 제수하였다.

### 의병장
그 후 아들 정용기(鄭鏞基)에게 거병하여 강원도 강릉으로 북상하도록 명하였으며, 자신은 서울로 돌아와 퇴관 동지들과 협력, 병사들을 모아 오대산(五臺山)으로 보내 진에 합세케 하고, 일제의 감시 하에 있던 황제를 탈출시킨 후 서울로 진공하여 국권을 회복할 계획을 추진하였다. 그러나 용기가 이끄는 의병진의 북상이 늦어지므로 1907년 9월 다시 고향으로 내려갔다. 10월 7일 아들 용기가 입암(立岩)에서 일본군 영천수비대(永川守備隊)를 맞아 격전하다가 적이 쏜 포탄에 피격, 전사하니 스스로 의병대장이 되어 의병진을 이끌었다. 흩어진 의병을 수습하고 진영을 정비하여 4개 소대로 재편하고 제1소장에 조재술(曺在述), 제2소장에 남경숙(南敬叔), 제3소장에 안흥천(安興千), 제4소장에 김경문(金敬文)을 각각 임명하였다. 10월 29일 제1소장 조재술에게 의병 80여 명을 이끌고 흥해(興海)를 습격케하여 우편국 분파소 등을 불태우고 취급소장(取扱所長) 등 3명을 사살하였다. 11월에는 신녕(新寧)을 기습하여 분파소(分派所)에 보관된 총기 60여 점을 탈취하였다. 또한 의흥(義興)을 습격하여 분파소를 방화하고 총기 49정을 탈취하였다. 그 해 11월 8일 청송군(靑松郡) 유전(楡田)에서 청송 일본군 주정대(酒井隊)와 접전하던 중 조재술이 관통상을 입었다. 16일에 흥해군 신광(神光)에서 정완생(鄭完生)을 수장(首將)에, 우재룡(禹在龍)을 부장(副將)으로 다시 흥해를 습격케 하여 분파소를 불태우고 일본 순사와 한국인 순검 1명씩을 사살하였다. 그 뒤 12월 5일에 영덕(盈德) 부근에서 일헌병 영덕분견대의 야간기습을 받아 남경숙이 전사하자, 7일 부하 83명을 이끌고 영덕을 역습하여 적병 20여 명을 목베어 죽였다.

### 최후
경주로 이동하고자 하였으나 영덕군 소택(小澤)에 주둔하던 일본군에게 포위되자 이튿날 청하군(淸河郡) 각전(角田)에서 부하들에게 해산을 명하고 눈물을 흘리며 동대산(東大山)으로 올라갔다. 다시 내려와 일본군에 항쟁하려다 12월 11일 새벽 고천(高川)에서 체포되었다. 일본 헌병은 대구로 호송하면서 회유하였으나 끝내 굽히지 않음에 다시 영천(永川)으로 호송하여 영천 남쪽 교외에서 총살형에 처해져 순국하였다.

## 유시
순국하기 전날 최후로 남긴 시가 있다.
```
"身亡心不變 義重死猶輕 後事憑誰託 無言坐五更 (몸은 없어져도 마음마저 변할쏘냐. 의는 무거우나 죽음은 가볍다. 남은 일을 누구에게 맡기랴. 말없이 앉아 있노라니 오경이 되었구나)"
```

## 사후
- 대한민국 정부는 고인의 공훈을 기리기 위하여 1963년 건국훈장 대통령장을 추서하였다.

## 같이 보기
- 독립유공자로 대통령장을 수여받은 사람

## 참고자료
- 국가보훈처 독립유공자 공훈록